# Nupserha variicornis
Nupserha variicornis är en skalbaggsart som först beskrevs av Hintz 1919.  Nupserha variicornis ingår i släktet Nupserha och familjen långhorningar. Inga underarter finns listade i Catalogue of Life.